# 广西文场
广西文场是以桂柳官话演唱的一种民间曲艺形式，从清乾隆年间广泛流传于广西北部官话地区，尤其是以柳州、桂林、荔浦、平乐、鹿寨、宜山、融安等地，最是盛行。目前为中国国家级非物质文化遗产。